# Teyona Anderson
Teyona Anderson (sinh năm 1988) là một người mẫu Mỹ gốc Phi nổi bật với vai trò người chiến thắng mùa thi thứ 12 của loạt chương trình America's Next Top Model.

## Thuở nhỏ
Teyona sinh ra và lớn lên tại vùng Woodstown, New Jersey.

## America's Next Top Model
Teyona đã được chọn tham gia mùa thi thứ mười hai của chương trình và lọt vào tốp ba người mạnh nhất, hội đồng giám khảo cho đó là do khả năng biến đổi phong cách linh hoạt và gương mặt tự nhiên rất ăn ảnh. Cô chỉ lọt vào nhóm không an toàn duy nhất một lần và có ba lần được gọi tên đầu tiên vì phần thể hiện xuất sắc nhất. Nhiều lần trong phòng giám khảo cô được họ khen ngợi vì chất lượng các bức ảnh rất ổn định qua các tuần cũng như (Tyra Banks khen) nét đẹp của "gương-mặt-gió-lướt". Trong phần thi cuối cùng cô không hợp tác tốt với đạo diễn quảng cáo, điều đó đẩy cô vào nhóm không an toàn cùng Aminat Ayinde nhưng ban giám khảo đã chọn giữ cô lại vì những bức ảnh quá tuyệt trước đây cô chụp. Và một lần nữa, hội đồng giám khảo lại cho rằng khả năng thể hiện của cô ngang ngửa thí sinh Allison Harvard, nhưng với lợi điểm cá tính bạo dạn cô đã trở thành người chiến thắng America's Next Top Model.
| “ | Ô Chúa ơi! Quả thật kinh ngạc, công lao khó nhọc của con cuối cùng đã được đền đáp! Con tự hào về bản thân mình! Chuyện này như thể một trò đùa! Con chỉ mới cảm nhận nó, đó là sự thật ư? Đúng thật rồi, con chính là Người mẫu đỉnh cao Mỹ! - Teyona Anderson | ” |

## Nghề nghiệp

### Người mẫu
Teyona đã ký hợp đồng với Elite Model Management chi nhánh New York. Đó là một phần trong toàn bộ giải thưởng cô nhận được từ chương trình America's Next Top Model.

### Chụp ảnh quảng cáo
Teyona Anderson xuất hiện trên ảnh bìa tuần san In Touch. Tháng 7, 2009, cô có mặt trên tạp chi Seventeen.

### Các giải thưởng và đề cử giải thưởng
| Năm  | Giải thưởng        | Hạng mục                               | Trong:                   | Kết quả |
| ---- | ------------------ | -------------------------------------- | ------------------------ | ------- |
| 2009 | Teen Choice Awards | Nhân vật truyền hình nữ được yêu thích | America's Next Top Model | Đề cử   |